# Вассиан (Санин)
Архиепи́скоп Вассиа́н (Са́нин; ум. 18 августа 1515, Москва) — епископ Русской православной церкви, архиепископ Ростовский, Ярославский и Белозерский. Младший брат преподобного Иосифа Волоцкого.

## Биография
Сын мелкого волоцкого землевладельца.
Монашеский постриг принял от Пафнутия Боровского, был монахом Пафнутьева Боровского монастыря.
Вместе с Иосифом подвизался в Иосифовом Волоколамском монастыре в честь Успения Пресвятой Богородицы.
С 1502 года — архимандрит Симонова монастыря.
15 января 1506 года хиротонисан во епископа Ростовского с возведением в сан архиепископа.
Принимал активное участие в тяжбе преподобного Иосифа Волоцкого с Новгородским архиепископом Серапионом и поддерживал сторону брата.
Скончался 18 августа 1515 года в Москве, на подворье Ростовских архиереев в Дорогомилове, похоронен в ростовском Успенском соборе.

## Сочинение
- Житие преподобного Пафнутия Боровского, написанное Вассианом Саниным // Изд. и вступ. статья А. П. Кадлубовского // Сборник Историко-филологического общества при Институте князя Безбородко в Нежине. — Нежин, 1899, т. 2, отд.2, с. 98—149.
- Полемическое послание к папскому послу Николаю Шомберу (Николаю Немчину) в двух частях.